# Bobby’s World
Bobby’s World ist eine US-amerikanische animierte Comedy-Fernsehserie für Kinder, die vom 8. September 1990 bis zum 23. Februar 1998 auf Fox Kids ausgestrahlt wurde.

## Hintergrund
Die Show wurde von dem kanadischen Schauspieler und Komiker Howie Mandel kreiert, der auch die Stimmen von Bobby und seinem Vater Howard Generic spielt. Die Serie wurde von Film Roman für Mandels Firma Alevy Productions und Fox Children's Productions in Zusammenarbeit mit 20th Television Animation und Saban International produziert. Das Titellied für Bobby’s World wurde von John Tesh und Michael Hanna komponiert.

## Inhalt
Die Serie folgt dem täglichen Leben von Bobby Generic mit seiner sehr überaktiven Fantasie und wie er die Welt sieht.

## Ausstrahlung
In Kanada wurde Bobby’s World auf YTV und später auf Teletoon Retro ausgestrahlt. In Russland wurde die Serie auf Ren-TV, TV-3 und Jetix Play gesendet. In Kasachstan wurde sie auf Raisovka Television ausgestrahlt.